# Giharo
Giharo es una comuna de la provincia de Rutana en Burundi. En agosto de 2008 tenía una población censada de 93 365 habitantes.
Se encuentra ubicada al sur del país, cerca de la frontera con Tanzania. 